# Nina Nino
Nina Nino (Buenos Aires, Argentina; 1928 - Id; 2015) fue una actriz radial y de doblaje argentina de larga trayectoria.

## Carrera
Actriz exclusivamente radial, trabajó en numerosos radioteatros, muchos de ellos con roles principales o protagónicos. Integró por más de diez años el elenco estable de Radio El Mundo. Desde 1947 hasta 1967 hizo el popular radioteatro Los Pérez García, compartiendo  escenas con los actores Martín Zabalúa, Sara Prósperi, Gustavo Cavero, Pepita Feréz, Julián Bourges, Emilio Comte, Laura Bove, Esperanza Otero, entre otros. En él interpretó el personaje de "Mabel", la mucama , quien luego se casa con "Raúl" encarnado por Jorge Norton. Estos dos personajes se casaron en 1955, donde se organizó un concurso para ver qué día se casaban y en ese momento recibieron montañas de cartas.
En la pantalla grande participó como dobladora de la también actriz Ana María Cassan, en el film Ensayo final de 1955, que estuvo en cabezada por Alberto Closas y Nelly Panizza.
En televisión actuó en la tira Mujeres en presidio, de Alberto Migré, con María Aurelia Bisutti, Jorge Mistral y Susana Campos. Allí personificaba a Sor Clorinda.
Cuando Santiago Gómez Cou regresó a la radio luego de 20 años de ausencia, lo hizo en un radioteatro junto a Nino y a Ricardo Passano.
En 1967 se mudó a Mar de Ajó, donde, retirada de su profesión como actriz, manejó una especie de minimercado cerca del muelle y a 80 metros del mar. Murió a comienzos del 2015 tras una larga enfermedad.

## Filmografía
- 1955: Ensayo final.

## Televisión
- 1967: Mujeres en presidio.

## Radioteatros
- 1947/1969: Los Pérez García.
- 1956: El Club de los graciosos, auspiciado por Jabón Federal. Con Délfor Dicásolo junto a Osvaldo Canónico, Juan Carlos De Seta, Mangacha Gutiérrez y otros destacados intérpretes.[4]